# Тель-Арад
Тель-Арад (ивр. תל ערד‎) — национальный парк на юге Израиля на месте древнего города Арад. Находится в 7 км к западу от современного Арадa, на границе Негева и Иудейской пустыни. На территории национального парка раскопаны Нижний город — ханаанский город бронзового века и Верхний город — еврейский город периода Первого Храма (с XI в. до н. э.).
Территория ханаанского Арада составляет свыше 10 га, город был окружен стеной с башнями и воротами, длина стены 1200 метров, ширина 3-4 метра, высота до 8 метров.
Ханаанский Арад достиг расцвета в 2950—2800 годах до н. э. Среди находок — кувшин с именем Нармера, основателя первой династии царей в Египте.
В еврейском городе найден храм с жертвенником, точно соответствующим по размерам жертвеннику скинии Завета. Укрепления и святилище были построены во времена объединенного Израильского царства.
В храме были обнаружены две стелы, предположительно посвященные самому Яхве и Ашере, аналогично дарственной надписи «Всевышнему и его жене», найденной в святилище Тель-Беэр-Шева.
Также, согласно последним данным, стелы использовались как алтари для воскурения благовоний и психоактивных веществ. В одной из них обнаружены остатки ладана, а в другой — марихуаны, и поэтому определять по их количеству число божеств, почитаемых в храме неверно.
Храм в Араде — первый из найденных иудейских святилищ в земле Израиля.
Он был засыпан землей, по-видимому во время религиозной реформы царя Иосии (Иошияху) в VII веке до н. э.
Среди других находок — множество текстов на остраконах, в основном относящихся к середине VII в. до н. э., в том числе с упоминанием «Дома Яхве» (др.-евр. בית יהוה‬) (либо храма в самом Араде, либо Иерусалимского Храма).
Большинство остраконов происходят из архива командира крепости и описывают военные и хозяйственные мероприятия, связанные с политическими и военными событиями последнего периода существования Иудеи, такими, как конфликт с Эдомом. В письмах описывается перемещения войск, усиление крепостных гарнизонов, инструктирование кипрских и греческих наемников, распределение продуктов. Всего найдено 91 надпись на древнееврейском языке (X—VI вв. до н. э.), 85 на арамейском (V—IV вв. до н. э.), две на греческом (I—II вв. н. э.) и пять на арабском (VII—IX вв. н. э.).
Упоминаемый в Библии Арад, завоеванный при вторжении израильтян в Ханаан (Чис. 21:1–3, Нав. 12:7–16) по-видимому, находится в другом месте.
Археологические раскопки велись Йохананом Аарони и Рут Амирам более двадцати лет, начиная с 1962 года. Национальный парк открыт в 1982 году на площади 513 дунам, планируется расширение до 1 235 дунам. При парке оборудован кемпинг.